# Керкховен, Роберт ван
Ро́берт ван Керкхо́вен (нидерл. Robert Van Kerkhoven; 1 октября 1924, Моленбек — 18 июня 2017) — бельгийский футболист, играл на позиции полузащитника; участник чемпионата мира 1954 года.

## Биография

### Клубная карьера
Керкховен всю игровую карьеру играл за «Даринг», сыграв за эту команду более 500 матчей, как и в Высшей лиге, так и во Втором дивизионе, который «Даринг» выигрывал в 1955 и 1959 годах.
В этом же клубе он завершил карьеру в возрасте 39 лет.

### Карьера в сборной
В составе сборной Бельгии принимал участие на чемпионате мира 1954 года, но на турнире не сыграл ни в одном из матчей. Всего за сборную Бельгии сыграл 9 матчей, в которых забил один гол.

### Политическая карьера
С 1965 по 1982 год входил в муниципальный совет города Моленбек.

### Смерть
Скончался 18 июня 2017 года в возрасте 92 лет.